# Римский классицизм XVI века
Римский классицизм XVI века (нем. Römischer Klassizismus) — стилевое течение в искусстве Высокого Возрождения в городе Риме в период чинквеченто — начала XVI века. Именно в Вечном городе сложились условия органичной контаминации античных форм и нового мировоззрения.

## История понятия
Определение «римский классицизм» условно, поскольку термин «классицизм» войдёт в употребление только во второй половине XVII столетия во Франции в связи с формированием соответствующего художественного направления и эстетики при дворе Людовика XIV. Для появления этого направления и его противопоставления искусству стиля барокко требовалась значительная историческая дистанция. Тем не менее, словосочетание «римский классицизм» употребляют в отношении древнеримской поэзии «золотого века» императора Октавиана Августа. Однако основы будущей оппозиции «классицизм — барокко» закладывались в начале XVI века в Риме.
Актуализация термина «классицизм» в отношении искусства XVI века, эпохи Высокого Возрождения в Риме, происходила в ходе дискуссии «О древних и новых», в частности в работе Ролана Фреара де Шамбре «Параллели архитектуры, античной и современной» (Parallèle de l’Аrchitecture Antique et de la Moderne). Французский живописец «Большого стиля» Шарль Лебрен интерпретировал творчество своего современника Н. Пуссена в качестве естественного продолжения «идеального стиля» Рафаэля. В споре «пуссенистов» с «рубенсистами» сторонники первых апеллировали не только к античности, но и, ссылаясь на И. И. Винкельмана, к «подражанию образцам античной скульптуры и архитектуры» в творчестве Рафаэля «как самого близкого к античности мастера Ренессанса».
Термин «классицизм» в отношении изобразительного искусства Высокого Возрождения начала XVI века в связи с творчеством Рафаэля Санти в Риме упомянул в лекциях 1918 года выдающийся австрийский историк искусства Макс Дворжак, связав его с созданием художником «идеальных типов», подчёркивая, что в основу классицистического стиля Рафаэля «была положена „maniera grande“», то есть «большая манера»: итальянский аналог французского термина (фр. Grand Manière) — наименования Стиля Людовика XIV второй половины XVII столетия. Основными чертами этого уникального стиля Дворжак назвал «гармонический идеал» и «замкнутый в себе самом художественный релятивизм». М. Дворжак в своих дефинициях безусловно опирался на определения качеств «новой художественной формы» «классического характера искусства чинквеченто» в работе Г. Вёльфлина «Классическое искусство» (1899):
- Успокоенность, простор, масса и величина
- Упрощение и прояснение
- Обогащение[5].

Эту традицию продолжил В. Н. Гращенков, обозначив период Высокого Возрождения в Риме термином «классический стиль», уточнив, что именно в римский период творчества художника «место Рафаэля-классика заступил Рафаэль-классицист».
Термин «римский классицизм» либо просто «классицизм» используется в западноевропейской традиции в отношении другого главного создателя этого стиля: живописца и архитектора Донато Браманте.
Применению термина «классицизм» к упомянутой эпохе посвящён раздел работы Б. Брессы «Определение „классики“: вернуть „классику“ в норму» (Bressa В. Die Definition des ´Klassischen`: Zur Reinstallierung des ´Klassischen` als Norm, 2001. S 76).

## История формирования стиля
На рубеже XV—XVI веков художественная жизнь во Флоренции, на родине Возрождения, замерла, и центр искусства переместился в Рим. Именно Рим, а точнее папский двор в Ватикане, стал местом формирования новой классицистической эстетики.
Рим — особенный город. В отличие от Флоренции, столицы Тосканы, искусства Ломбардии, венецианской и феррарской школ, Неаполя и Сицилии, в Риме во все времена были сильны традиции античной культуры. Руины величественной архитектуры Древнего Рима и останки античных статуй были у художников перед глазами. Северных, готических влияний не ощущалось. «Римский стиль» даже в Средневековье был более цельным и классичным.
Главным автором проекта перестройки центра Рима при Папе Николае V (1447—1455) считают Л. Б. Альберти. Идеи этого архитектора и теоретика предвосхищали искусство римского классицизма начала XVI века. Продолжателем классицистических идей Альберти на севере Италии стал Донато Браманте (1444—1514). С 1476 г. Браманте работал на севере Италии, в Милане. Известно, что в 1482—1499 годах в Милане работал Леонардо да Винчи. Предполагают, что Браманте и Леонардо обсуждали в Милане достоинства византийских крестово-купольных храмов. Зарисовки купольных центрических сооружений на полях рукописей Леонардо да Винчи относятся именно к этому времени. Несколько ранее идею центрического плана идеального города выдвинул флорентиец Антонио Аверлино, по прозванию Филарете (1402—1469) в трактате «Сфорцинда». Схожие идеи излагал живописец, архитектор и скульптор Франческо ди Джорджьо Мартини (1439—1502) в «Трактате об архитектуре». В 1513 г. Леонардо был в Риме и мог встречаться с Браманте. Помимо круглых храмов типа ротонды архитекторы разрабатывали планы типа квадрифолия, или «четырёхлистника», тетраконха («с четырьмя конхами») и постройки «звёздчатого» плана, получаемого с помощью «поворотного квадрата» (двух наложенных друг на друга квадратов, один из которых повёрнут на 45°).
Эти факты свидетельствуют о закономерности распространения идей центричности и регулярности в ренессансной архитектуре того времени.
В 1499 году Браманте переехал в Рим. В 1500 году Папа Александр VI назначил его главным архитектором Ватикана. Первым произведением Браманте в Риме стал небольшой круглый храм Темпьетто (1502) — воплощение идеи абсолютной симметрии и центрического плана.
По инициативе Папы римского Юлия II (1503—1513) Браманте разработал проект огромного Ватиканского двора — Бельведера (1503), в композиции которого архитектор соединил темы античной загородной виллы, театра и форума, чем достиг впечатления истинно царского величия.
Создавая новый проект собора Св. Петра, Браманте утверждал, что стремился водрузить купол Пантеона (символа древнеримской классики) на своды Храма Мира (так называли в то время базилику Максенция-Константина на Римском Форуме). Проект ватиканского храма, разработанный Браманте, следовал центрическому типу крестово-купольных зданий. Очевидно, что архитектор пытался соединить византийский тип церкви с традициями романской архитектуры и создать тем самым некий «вселенский храм».
Главной особенностью «римского стиля», начатого Альберти и Браманте, считают принцип формосложения, при котором отдельные части здания, массы и объёмы как бы нанизываются на одну ось композиции и «прикладываются» одна к другой. Позднее Микеланджело, закладывая основы стиля римского барокко, станет использовать противоположный способ — формовычитание, то есть расчленение пространства и организацию архитектурных масс подобно работе скульптора: от целого к деталям.
В 1508 году Браманте вызвал своего родственника из Урбино (предположительно, племянника), малоизвестного в то время Рафаэля Санти (1483—1520; с 1504 г. Рафаэль работал во Флоренции), и представил его Папе Юлию II в качестве лучшего кандидата для выполнения росписей Ватиканского дворца. В 1513 г. Папа Лев X назначил Рафаэля первым археологом античного Рима. По поручению великого понтифика Рафаэль наблюдал за раскопками, формированием ватиканских коллекций и составил археологическую картину (план) Вечного города. С 1515 года Рафаэль занимал в Ватикане должность «комиссара по древностям».
В своих картинах Рафаэль, не без влияния Перуджино и Браманте, изображал архитектурные сооружения — центрические здания, ротонды с куполом, полуциркульные арки. В основу нового художественного стиля полагали не «изучение натуры» и не «подражание древним», как утверждали ранее, а то и другое вместе, причем несовершенству природы стали противопоставлять некий отвлечённый идеал. Эстетические качества изобразительной формы научились ценить, по определению М. Дворжака, «выше содержания и стремления к верности природе». Краеугольным камнем новой эстетики была, во-первых, bellezza (красота), во-вторых, maniera grande (большая манера), которая предполагает 

«не только более крупное ви́дение форм, но и возвышенный образ мыслей: изображаемые персонажи должны выглядеть носителями высшего бытия благодаря всему их облику. Отсюда их величавая осанка, их выразительные жесты, которые лишь в некоторых случаях выглядят театральными и которые в соответствии с общим духом торжественности, присущим изображению… исполнены чувства внутренней свободы и достоинства… Стиль этот, по-видимому, полностью исходил из давней традиции — и тем не менее представлял собой нечто абсолютно отличное от неё»— Дворжак М. История итальянского искусства в эпоху Возрождения. Курс лекций. В 2-х т. — Т. 2. XVI столетие. — М.: Искусство, 1978. — С. 49
В композиции Рафаэля «Афинская школа» для ватиканской Станца делла Сеньятура (1509—1510) представлен именно такой философский маскарад, своеобразный театр из застывших фигур, демонстрирующих величественные позы, движения рук, повороты голов. Там нет действия, отсутствует сюжет, фигуры представляют собой задрапированные манекены и опознаются только по атрибутам, символизирующим искусства и науки. И всё это показано на фоне фантастической величественной архитектуры, в проёме огромной полуциркульной арки, написанной, если верить Дж. Вазари, по эскизу архитектора Браманте. Поразительно, что в очень небольшом помещении (8×10 м) это произведение, которое невозможно воспринять с необходимого расстояния (оно занимает почти всю стену), производит истинно монументальное впечатление. Это образ идеальной, неизменной гармонии. Существенно и значение творчества Рафаэля как архитектора, он является автором многих построек в Риме. Существует мнение, что стиль классицизма в архитектуре и живописи фактически был создан и в формальном отношении завершён Рафаэлем. При созерцании его произведений, действительно, возникает ощущение формального предела: дальнейшее развитие кажется невозможным.
С идеологической точки зрения стиль римского классицизма основывается на сознательном, программном соединении художественных образов язычества и христианства, классических форм античного искусства и гуманистических идеалов новой ренессансной культуры, «прошлого и настоящего».
Великая эпоха римского искусства закончилась неожиданно и трагично. В мае 1527 г. наёмники императора Священной Римской империи Карла V разграбили город. Рим подвергался разграблению и раньше, но такого разгрома ещё не было. Оно вошло в историю под названием Sacco di Roma (ит., «римский мешок»). Многие художники погибли, другие уехали. В дальнейшем искусство классицизма в Италии сменилось маньеризмом и барокко.